# Dover (Tennessee)
Dover è un comune degli Stati Uniti d'America, situato nello Stato del Tennessee, nella Contea di Stewart, della quale è il capoluogo.